# NGC 5801
NGC 5801 (również PGC 53596) – galaktyka spiralna (Sb), znajdująca się w gwiazdozbiorze Wagi. Odkrył ją Francis Leavenworth 10 czerwca 1885 roku.